# غاريت أندرسون
غاريت أندرسون (بالإنجليزية: Garret Anderson)‏ هو لاعب كرة قاعدة أمريكي، ولد في 30 يونيو 1972 في لوس أنجلوس في الولايات المتحدة.

## وصلات خارجية
- غاريت أندرسون على موقع دوري كرة القاعدة الرئيسي (الإنجليزية)
- غاريت أندرسون على موقعبيزبول رفرنس.كوم (الدوري الرئيسي) (الإنجليزية)
- غاريت أندرسون على موقعبيزبول رفرنس.كوم (الدوري الثانوي) (الإنجليزية)
- غاريت أندرسون على موقع إي إس بي إن.كوم (أم.أل.بي) (الإنجليزية)
- غاريت أندرسون على موقع مشجعي الرسوم البيانية (الإنجليزية)